# Gonzalo Maldonado
Gonzalo Maldonado (Lima, 18 de mayo de 1994) es un futbolista peruano. Juega de delantero y su equipo actual es el Club Octavio Espinosa que participa en la Copa Perú.

## Trayectoria
Maldonado fue formado en las divisiones menores del Club de Regatas Lima y en 2012 pasó a Universitario de Deportes. Desde el año 2014 alterna entre el equipo profesional y el equipo de reservas. Hizo su debut profesional el 16 de febrero de 2014 en la derrota de su club por 1-0 ante la Universidad César Vallejo en la primera fecha del Torneo del Inca 2014. Su debut oficial en primera división se produjo el 6 de julio de 2014 en el empate 0-0 ante Unión Comercio por la quinta jornada del Torneo Apertura 2014. En agosto de 2015 decidió rescindir su contrato con Universitario de Deportes para fichar por Melgar de Arequipa.

## Selección nacional
Ha sido internacional con la selección de fútbol sub-22 del Perú, con la cual disputó los Juegos Panamericanos de 2015 realizados en Toronto.

## Clubes
| Club                      | País | Año               |
| ------------------------- | ---- | ----------------- |
| Universitario de Deportes | Perú | 2012 - 2015       |
| FBC Melgar                | Perú | 2015- 2017        |
| Regatas Lima              | Perú | 2017 - 2021       |
| Club Octavio Espinosa     | Perú | 2021 - actualidad |

## Palmarés

### Campeonatos nacionales
| Título                    | Club                      | País | Año    |
| ------------------------- | ------------------------- | ---- | ------ |
| Torneo de Reservas        | Universitario de Deportes | Perú | 2014-I |
| Torneo de Reservas        | Universitario de Deportes | Perú | 2015-I |
| Torneo Clausura           | FBC Melgar                | Perú | 2015   |
| Primera División del Perú | F. B. C. Melgar           | Perú | 2015   |